# انتخابات سراسری جمهوری دموکراتیک کنگو (۲۰۱۸)
انتخابات سراسری جمهوری دموکراتیک کنگو (انگلیسی: 2018 Democratic Republic of the Congo general election) در ۳۰ دسامبر ۲۰۱۸ در جمهوری دموکراتیک کنگو برگزار شد و جانشین ژوزف کابیلا رئیس‌جمهور جمهوری دموکراتیک کنگو تعیین گردید. طبق قانون اساسی جمهوری دموکراتیک کنگو، دوره دوم و نهایی رئیس‌جمهور کابیلا در روز ۲۰ دسامبر ۲۰۱۶ به پایان رسید. انتخابات عمومی در ابتدا برای ۲۷ نوامبر ۲۰۱۶ برنامه‌ریزی شده‌بود، اما وی با وعده برگزاری انتخابات تا پایان سال ۲۰۱۷ برگزاری آن را به تعویق انداخت. این قول متعاقباً شکسته شد، اما بعد از فشارهای داخلی و بین‌المللی، انتخابات برای ۲۳ دسامبر ۲۰۱۸ برنامه‌ریزی شد. با این حال، به‌دلیل آتش‌سوزی ۸۰۰۰ دستگاه رای‌گیری در انبار کمیسیون انتخابات در ۲۰ دسامبر ۲۰۱۸ در کینشاسا،برگزاری این انتخابات به تعویق افتاد. رئیس‌جمهور وقت، کابیلا به موجب قانون اساسی نمی‌تواند در این انتخابات شرکت کند. او و گروهش، حزب مردم برای بازسازی و دموکراسی لفت با نامزدی شاداری، هفت رهبر مخالف از جمله ژان پیر بمبا و مویسه کاتومبی مارتین فایولو را به عنوان نامزد ریاست‌جمهوری معرفی کردند. با این حال، اتین تشیسکدی و ویتال کامرهه بلافاصله پس از نقض این قرارداد توافق کردند که تشیسکدی باید برای ریاست‌جمهوری رقابت کند، به موجب توافقی قرارشد کامرهه که سمت مدیریت کمپین خود را برعهده داشت در صورت برنده شدن نخست‌وزیر شود. آن‌ها همچنین توافق کردند که تشیسکدی و حزب او از کامرهه اتحاد ملت کنگو در انتخابات سال ۲۰۲۳ به پیروزی دست یابد.
کمیسیون انتخابات در ۹ ژانویه ۲۰۱۹، فیلیکس تشیسکدی را به عنوان پیروز انتخابات معرفی کرد و کابیلا وعده انتقال آرام قدرت را داد که نخستین جا به جایی آرام قدرت از زمان استقلال کنگو در سال ۱۹۶۰ است.

## پیشینه
در ۲۹ سپتامبر ۲۰۱۶ کمیسیون مستقل انتخابات (جمهوری دموکرات کنگو) اعلام کرد که انتخابات تا سال ۲۰۱۸ برگزار نخواهد داشت. براساس اظهارات معاون ریاست کمیسیون مستقل انتخابات، زمان انتخابات را در سال ۲۰۱۶ اعلام نکرد؛ زیرا که شمار رای‌دهندگان معلوم نبود. این خبر ده روز پس از اعتراضات مرگباری علیه کابیلا در کینشاسا رخ داد که شاهد کشته شدن ۱۷ نفر شد. اپوزیسیون ادعا کردند که کابیلا به عمد انتخابات را به تأخیر می‌اندازد تا در قدرت باقی بماند. توافقی که در دسامبر ۲۰۱۶ بین مخالفان برگزار شد به کابیلا اجازه داد تا با الزام برگزاری انتخابات تا پایان سال ۲۰۱۷ در دفتر بماند. با این حال، در ۷ ژوئیه ۲۰۱۷، کورنیلا مانگا، ریاست کمیسیون مستقل انتخابات، گفت که سازماندهی انتخابات ریاست‌جمهوری تا پایان سال ممکن نخواهد بود.